# Carnegie Mellon University Press
La Carnegie Mellon University Press es una editorial universitaria estadounidense que forma parte de la Universidad Carnegie Mellon en Pittsburgh, Pensilvania. La editora se especializa en publicaciones literarias, especialmente poesía y tiene su sede en la facultad Dietrich de Humanidades y Ciencias Sociales en Baker Hall.
La Carnegie Mellon University Press se estableció en 1972, inicialmente con el nombre de Three Rivers Press. Esta editora publicó colecciones de poesía completas, así como el Three Rivers Poetry Journal, revista que apareció semestralmente entre 1972 y 1992.
Los libros publicados con el sello Carnegie Mellon University Press aparecieron en 1975 y han incluido títulos de los ganadores del Premio Pulitzer Rita Dove, Ted Kooser, Franz Wright, Stephen Dunn y Peter Balakian.

## Series
La Carnegie Mellon University Press publica las siguientes series literarias:
- Serie de poesía Carnegie Mellon, de autores como: Mary Ruefle, Cornelius Eady, C. D. Wright, Rebecca Morgan Frank, Allison Joseph, Laura Kasischke, Hayan Charara, Rachel Richardson, Brian Henry, Amy Beeder, Bridget Lowe, Nicky Beer, Kevin Prufer y K. A. Hays.
- Serie Carnegie Mellon de clásicos contemporáneos, reedición de literatura seleccionada de poetas contemporáneos y escritores de ficción corta, incluidos los ganadores del Premio Pulitzer en poesía Carolyn Kizer, James Tate y Philip Levine, y los ganadores del Premio Nacional del Libro en Poesía, Philip Levine, James Tate, Gerald Stern, Jean Valentine y Terrance Hayes, así como obras de Denis Johnson, Mary Karr, Larry Levis, Tim Seibles, Stuart Dybek y Cyrus Cassells.
- Serie Carnegie Mellon en traducción
- Serie Carnegie Mellon en ficción corta
- Serie de poetas en prosa, los títulos incluyeron publicaciones de poetas que escriben sobre su vida como escritores, crítica de poesía, y guías y manuales sobre la escritura de poesía.